# Станция Друть
Станция Друть (бел. Станцыя Друць) — деревня в составе Техтинского сельсовета Белыничского района Могилёвской области Республики Беларусь.

## Население
- 2010 год — 50 человек